# Организовање (менаџмент)
Организовање је фаза процеса менаџмента у којој се дефинишу послови које треба урадити, врши подела рада, групишу послови у одговарајуће структуре и координирају активности свих чланова организације ради остваривања постављених циљева.
Дефинисање посла обухвата прецизно навођење задатих активности које су повезане са одређеним послом.